# Игровизация
Игровизацията (или геймификация, от английски: gamification) представлява прилагането на игрови елементи и механики в неигрови ситуации.
Игровизацията се използва в така наречените неигрови ситуации в опит за подобряване на ангажираността на потребителите, организационна продуктивност, поток, обучение, наемане на служителите и последващата тяхна оценка, улеснение употребата и полезността на системи, физически упражнения, нарушения по пътищата и много други. Преглед на изследванията в областта на игровизацията показва, че по-голямата част от проучванията представят положителни ефекти от нея. Въпреки това, съществуват индивидуални и контекстуални разлики.